# Franz-Schwackhöfer-Preis
Der Franz-Schwackhöfer-Preis wird vom Verein Österreichischer Lebensmittel- und Biotechnologen (VÖLB) seit dem Jahr 1970 in Anerkennung besonderer wissenschaftlicher Leistungen verliehen. Benannt ist er nach dem österreichischen Chemiker Franz Schwackhöfer.

## Preisträger
- 1970 U. B. Sleytr
- 1971 I. Körmendy
- 1972 J. Weiss
- 1972 Berta Brandstetter
- 1974 F. Hollaus
- 1975 W. Bergthaller
- 1976 H. Asperger
- 1977 H. Zenz
- 1989 Adolf Zaussinger
- 1995 R. Braun, K. Bayer und W. Kneifel
- 1997 Margit Sara
- 2004 Reinhard Eder
- 2018 Roland Ludwig